# Психиатрия
Психиатри́я (от др.-греч. ψυχή — «дух», «душа», «характер»; + др.-греч. ἰατρεία «лечение», «исправление», «приведение в исходное состояние», далее от ἰατρός «врач») — отрасль клинической медицины, изучающая психические расстройства через призму методологии медицины, методы их диагностики, профилактики и лечения. Под этим термином подразумевают также совокупность государственных и аккредитованных негосударственных учреждений, в некоторых странах имеющих право на недобровольную изоляцию лиц, представляющих потенциальную опасность для себя или для окружающих.
Медицинский специалист в области психиатрии называется психиатром.
Широкое признание получило предложенное немецким психиатром Вильгельмом Гризингером (1845) определение психиатрии как учения о распознавании и лечении психических болезней. По мнению ряда современных авторов, это определение «содержит самые существенные признаки этой медицинской дисциплины», «точно формулирует стоящие перед психиатрией задачи», если учесть, что:

Распознавание означает не только диагностику, но и исследование этиологии, патогенеза, течения и исхода психических расстройств. Лечение, помимо собственно терапии, включает в себя организацию психиатрической помощи, профилактику, реабилитацию и социальные аспекты психиатрии.— Обухов С. Г. Психиатрия / Под ред. Ю. А. Александровского — М.: ГЭОТАР-Медиа, 2007. - С. 8.

## Происхождение термина
Термин «психиатрия» предложен в 1803 г. немецким врачом Иоганном Кристианом Рейлем (нем. Johann Reil; 1759—1813) в его знаменитой книге «Рапсодии» (Rhapsodien. 1803, 2 изд. 1818), где, по характеристике Ю. В. Каннабиха, «изложены основы „настоящей психиатрии“, то есть (понимая это слово буквально) — лечения душевных болезней». Этот термин В. А. Гиляровский называл анахронизмом, так как он

предполагает существование души или психики как чего-то независимого от тела, чего-то, что может заболевать и что можно лечить само по себе.— Гиляровский В. А. Психиатрия. Руководство для врачей и студентов. — М.: МЕДГИЗ, 1954. С. 9.
«Это, — продолжает А. Е. Личко, — не соответствует нашим современным понятиям о психических заболеваниях», и были попытки заменить термин «психиатрия» другим.

Например, В. М. Бехтерев предлагал название «патологическая рефлексология», В. П. Осипов — «тропопатология» (от греч. tropos — образ действия, направление), А. И. Ющенко — «персонопатология». Эти названия не нашли последователей, и остался термин «психиатрия», утративший свой первоначальный смысл.— Коркина М. В., Лакосина Н. Д., Личко А. Е. Психиатрия: Учебник. — М.: Медицина, 1995. С. 5–6.
Н. Н. Пуховский, утверждая, что применение «психиатрия», «психиатрические расстройства» невротизирует врача и дезориентирует пациента, и отмечая двойственность представлений о природе и сущности предмета психиатрии (под которым обычно подразумевают, с одной стороны, метафизическое «расстройство психики как символического органа персоны», с другой — «патологию головного мозга человека как органа разума»), предлагает вернуть в практику прежде употреблявшиеся термины «френиатрия» и «алиенистика» и выделять две самостоятельных области терапии ментальных расстройств: френиатрию (лечение патологии мозга как органа разума) и психотерапию (коррекцию расстройств самоопределения человека психологическими методами).

## Общие сведения
Пограничные между нормой и патологией состояния изучает также клиническая психология.
Единого согласованного определения понятий «болезнь—здоровье» и «норма—патология» в психиатрии не существует. В соответствии с одним из распространённых определений, психической болезнью является изменение сознания, выходящее за пределы «нормы реакции». Многие исследователи говорят о принципиальной невозможности дать определение «нормальному поведению», поскольку в разных культурах и в различных исторических ситуациях критерии психической нормы различаются.
Психиатрия подразделяется на общую и частную:

Если частная психиатрия изучает отдельные болезни, то общая психопатология или, вернее, общая психиатрия, изучает общие закономерности психического расстройства… Психопатологические типичные состояния могут возникнуть при разных болезнях, следовательно, они имеют общее значение… Общая психиатрия строится на обобщении всех тех изменений, которые возникают в течение отдельных психических болезней.— Снежневский А. В. Общая психопатология: Курс лекций. – М.: МЕДпресс-информ, 2001. С. 7—8.
Это понимание А. В. Снежневским общей психиатрии как общей психопатологии признаётся многими отечественными психиатрами, но не является общепринятым. В частности, в общую психиатрию иногда включают, помимо общей психопатологии, также патопсихологию. Частную психиатрию изредка называют частной психопатологией.
Признаки (симптомы) психических расстройств составляют предмет психиатрической семиотики. Сочетание различных симптомов психического расстройства называется психопатологическим синдромом.
Проявления, симптоматику психических расстройств, биологическую сущность тех патологических изменений в организме, которые приводят к расстройствам психики, изучает клиническая психиатрия.
Таким образом, современная психиатрия изучает этиологию, патогенез, клинику, диагностику, лечение, профилактику, реабилитацию и экспертизу психических расстройств. В свою очередь экспертиза в психиатрии делится на: судебно-психиатрическая экспертиза, военно-психиатрическая экспертиза и медико-социальная экспертиза (трудовая).

## Разделы психиатрии
Помимо деления психиатрии на общую и частную, выделяются следующие отделы данной науки:
- Биологическая психиатрия, занимающаяся изучением этиологии и патогенеза психических расстройств, используя методы биологии.
- Военная психиатрия, занимающаяся изучением особенностей возникновения и течения психических расстройств у военнослужащих, а также психиатрической военно-медицинской экспертизой и организацией психиатрической помощи в Вооружённых Силах[21].
- Иммуно-психиатрия[англ.], изучающая взаимосвязь между иммунной системой и психическими расстройствами.
- Клиническая психиатрия, основополагающий раздел психиатрии, занимающийся её клиническими аспектами.
- Консультативно-междисциплинарная психиатрия[англ.] или консультативная психиатрия, раздел об особенностях лечения психических расстройств в больницах общего профиля[22].
- Космическая психиатрия, изучающая роль факторов космического полёта и космического пространства в развитии психических расстройств[21][23].
- Наркология, изучающая проявления, патогенез и этиологию наркомании, алкоголизма, токсикомании, а также методы их терапии[24]. Психиатр, подготовленный в данном разделе психиатрии, называется психиатром-наркологом.
  - Аддиктивная психиатрия[англ.] — аналог наркологии в западных странах.
- Нейропсихиатрия, изучающая взаимосвязь между нервными процессами и психическими расстройствами.
  - Когнитивная нейропсихиатрия, междисциплинарная область на стыке когнитивной психологии и нейропсихиатрии.
- Неотложная психиатрия[англ.], занимающаяся неотложными состояниями в психиатрии, то есть ситуациями, представляющими угрозу для жизни пациента и требующими проведения безотлагательных мер по диагностике и лечению.
- Описательная психиатрия[англ.], система психиатрической диагностики, которая основывается на относительно простом описании явных внешних психопатологических симптомов.
- Организационная или административная психиатрия, занимающаяся разработкой вопросов планирования и организации помощи психически больным, а также статистикой и организацией психопрофилактики[25].
- Психиатрия катастроф, изучающая роль бедствий и чрезвычайных ситуаций в развитии психических расстройств[26].
- Реабилитационная или восстановительная психиатрия, занимающаяся разработкой методов, способствующих приспособлению лиц с психическими расстройствами к жизни в социуме и их участию в трудовых процессах[25].
- Социальная психиатрия, изучающая социальные явления, которые имеют отношение к психическому здоровью, а также использованием социальных факторов в целях профилактики психических расстройств[25].
- Судебная психиатрия, изучающая психические расстройства в тесной связи с определёнными вопросами уголовного и гражданского права, а также осуществлением судебно-психиатрических экспертиз[25].
- Транскультуральная или культуральная психиатрия, занимающаяся изучением культуральных синдромов, особенностей клинических проявлений психических расстройств в условиях определённых культур и этносов[21].
- Феноменологическая психиатрия, изучающая психические расстройства по внешним проявлениям, на основе философских концепций[25].
- Экспериментальная психиатрия, изучающая проблемы моделирования психопатологических состояний для решения практических и теоретических вопросов психиатрии[25].

Разделы, занимающаяся изучением особенностей возникновения, течения, клинических проявлений и терапии психических расстройств в зависимости от возраста:
- Детская психиатрия или педопсихиатрия, занимающаяся детскими психическими расстройствами[21].
- Подростковая психиатрия, занимающаяся расстройствами в пубертатном возрасте[21].
- Детская и подростковая психиатрия[англ.].
- Гериатрическая или геронтологическая психиатрия, также известная как геронтопсихиатрия или психогериатрия, занимающаяся расстройствами у людей в пожилом и старческом возрасте[21].

## Методы обследования в психиатрии
Психиатрический диагноз устанавливается на основании фактов, добываемых разными методами — клиническим и лабораторными. Основной метод психиатрии — клиническое исследование.
Диагностика в психиатрии носит в значительной мере субъективный и вероятностный характер, что приводит к нередко имеющим место случаям гипердиагностики. В отличие от диагнозов, выставляемых врачами других направлений, выявляющими патологию конкретных органов и систем, психиатрическая диагностика включает в себя в том числе оценку отражения внешнего мира и событий, в нём происходящих: иными словами, психиатрический диагноз представляет собой оценку картины мира пациента и врача с позиции концепций и критериев диагностики, применяемых в конкретный исторический период развития общества и науки.

Приоритет клинического метода, подчинённое положение инструментальных методик дают повод для обвинений в субъективизме диагностики в психиатрии. Отрицание возможности объективного диагноза в психиатрии ведёт к отрицанию существования психических болезней вообще и самой психиатрии как науки.— Жариков Н. М., Урсова Л. Г., Хритинин Д. Ф. Психиатрия: Учебник — М.: Медицина, 1989. С. 251
«До настоящего времени на протяжении нескольких столетий продолжается дискуссия о том, является ли психиатрия наукой или искусством». По мнению критиков, не существует реальных доказательств научности психиатрии, а также действенности её методов.
Киттри исследовал ряд девиантных проявлений, таких как наркотическая зависимость, алкоголизм и психическое заболевание, и продемонстрировал, что такие проявления считались проблемами сначала морального, затем правового характера, а в настоящее время считаются проблемами медицинского характера:1. Как результат данного восприятия, неординарные люди с отклонениями от нормы подвергались социальному контролю морального, правового и затем медицинского характера:1. Аналогичным образом, Конрад и Шнайдер заключают свой обзор о медикализации девиантности мнением, что можно обнаружить три основные парадигмы, от которых зависели значения понятия девиантности в различные исторические периоды: девиантность как грех, девиантность как проступок и девиантность как заболевание:1:36.
Во всех случаях психические заболевания следует дифференцировать с симптоматическими психическими нарушениями и патологиями, встречающимися при других заболеваниях из экзогенной группы, системно затрагивающими организм по мере их прогрессии. В первую очередь это дегенеративные заболевания нервной системы (болезнь Паркинсона, синдром Гейна Барре, синдром Дауна, аутизм, атеросклероз сосудов головного мозга) и системные коллагенозы, во втором случае клинические психические расстройства, встречающиеся при острых и хронических инфекциях (особенно при венерических и паразитарных, при подостром склероризирующем энцефалите, летаргическом энцефалите, рассеянном склерозе), интоксикациях (важен тщательный сбор токсикологического анамнеза, особенно в случае отравления наркотиками, алкоголем, угарным газом, тяжёлыми металлами, лекарственными препаратами), травмах (в первую очередь психоз) и заболеваниях с нарушением обмена (сахарный диабет, болезни щитовидной железы, гипоталамической патологии, болезнь Аддисона), онкологических заболеваниях (опухоли головного мозга, опухоли яичника, опухоли поджелудочной, гемобластозы, лучевая болезнь), при энцефалопатийных синдромах различной этиологии.

## История психиатрии
История психиатрии ведёт своё начало с древнейших времён. Как и для любой другой науки, отправной точкой для начала существования психиатрии можно считать либо момент возникновения в общественном сознании представления об объекте науки (в данном случае о психических расстройствах), либо момент появления первого научного знания (по крайней мере, дошедшего до нас).

### Психиатрия в древности
В древности то, что сегодня понимают под психическими заболеваниями, объяснялось исходя из религиозно-мистических представлений. Как правило, помешательство ассоциировалось с проклятиями, вмешательством тёмных сил, одержимостью злыми духами. Поскольку уже в то время душевная деятельность ассоциировалась с головой, обычной практикой, по-видимому, была трепанация черепа с целью «выпустить» духов наружу. Некоторые из душевных расстройств ассоциировались с «божественным расположением», «знаком избранности» — например, таковой задолго до Гиппократа считалась эпилепсия.

### Психиатрия в Средневековье и в эпоху Возрождения
В Европе Средневековье было временем господства церковных догматов, в отношении к психическим заболеваниям преобладали суеверия и религиозные представления. При этом отсутствовал научный подход к психически больным, психические заболевания медицина не относила к области своей компетенции. По мнению некоторых учёных, в ходе знаменитых процессов ведьм гонениям и расправам, вплоть до сожжения на костре, подвергались в том числе и лица с психическими расстройствами, которых нередко воспринимали как одержимых демонами, считали колдунами и ведьмами.
Вместе с тем, как нередко утверждается, именно в средневековой западной Европе возникли первые психиатрические больницы, хотя есть мнение, что они возникли ещё раньше на Ближнем Востоке, в Багдаде в VIII веке и в Византии. В Западной Европе подобные заведения не имели цели излечить больных, а имели целью изолировать их от общества. Условия были сходны с тюремными: широко применялись цепи, наручники, часто не соблюдалась простейшая гигиена. Ярким примером тому служит открытый в конце XV века Бедлам. Тем не менее существовали также пансионы при монастырях и церковные больницы, где условия пребывания были сравнительно лучше, но поступать в такие учреждения могли, как правило, лишь представители привилегированных слоёв общества.
На Руси в Средневековье не было учреждений, подобных Бедламу, и призрением душевнобольных занимались монастыри, как, впрочем, и призрением страдающих другими болезнями и нищих. Кроме того, в православии существовало представление о юродивых, что часто означало более мягкое отношение, чем в Западной Европе. Однако отмечались и случаи сожжения людей с психическими расстройствами.

### Психиатрия Нового времени
Положение психиатрии и психически больных в Европе мало изменилось за XVI — первую половину XVIII века. В XVII веке широкое распространение получают так называемые «общие госпитали», которые, как и Бисетр или Бедлам, фактически медицинскими учреждениями не являлись. Вместе с психически нездоровыми в такие заведения помещались бедняки, бродяги, вольнодумцы, развратники, венерически больные, расточители и другие лица с нежелательным поведением. В середине XVIII века возникает множество домов, где содержались исключительно люди с психическими расстройствами.
Так, во Франции с 1760 года душевнобольные были обязаны пройти через больницу Отель-Дьё, сутью «лечения» в которой было выявление, больной человек или нет, — путём кровопусканий, назначения слабительных, чемерицы, обливания холодной водой. В случае, если не наступало «излечение», больного направляли в Petites Maisons (буквально «Маленькие домики») либо в Бисетр (для мужчин) или Сальпетриер (для женщин).
В России впервые учреждения подобного типа появились в XVIII веке по указу Петра III. Названные «доллгаузами» («toll» — сумасшедший, «haus» — дом), они представляли собой места, подобные тюрьмам, где пребывающие подвергались пыткам и содержались в антисанитарных условиях.
В конце XVIII — начале XIX века в психиатрии в связи с изменениями общественно-политической обстановки и накоплением научных знаний произошли перемены. Первая реформа по гуманизации содержания больных была проведена во флорентийской больнице Бонифацио доктором Винченцо Кьяруджи начиная с 1788 года, однако она осталась практически незамеченной за пределами Италии. Через несколько лет аналогичная реформа произошла в революционной Франции, где главным врачом Бисетра был назначен Филипп Пинель, который проявил гуманное отношение к больным, сняв с них цепи. Его деятельность и теоретические воззрения нашли отклик в разных странах Европы, оказав влияние на развитие психиатрии в первой половине XIX века.
Тем не менее даже к середине XIX столетия гуманный подход к условиям содержания пациентов и мерам стеснения распространился не всюду. Например, в германских заведениях для умалишённых до реформирования обычны были избиения, в ходу были палки и плети; узники этих заведений зачастую голодали и погибали от истощения. Широко использовалась в Германии «механизированная психотерапия» психозов — целый ряд механических приспособлений, по сути представлявших собой пытки: смирительный стул, смирительная кровать, вращательная машина, «мешок» (Sack). В качестве методов лечения применялись также жгучие втирания, прижигание калёным железом, «тошнотная терапия», специальные водолечебные приёмы (внезапное погружение в холодную воду, ледяной душ и пр.).
В 1803 году немецкий врач Иоганн Христиан Рейль, который ввёл термин «психиатрия», восклицал:
Мы запираем этих несчастных созданий словно преступников в сумасшедшие дома, в эти вымершие тюрьмы за городскими воротами, где в глухих расщелинах поселились совы… и оставляем их там загнивать в собственных нечистотах.
В первой половине XIX века в Англии большинство пациентов домов для умалишённых жили в условиях не менее тяжёлых, чем прежде: переполненные и плохо отапливаемые палаты, хроническое голодание, грязь и сырость, использование цепей и наручников, практика приковывания больных к койкам на длительный срок ради удобства персонала. Деятельность Э. Чарльсворта и Р. Гилля в городе Линкольне, Дж. Конолли в Ханвелле привела к преобразованиям, которые начались со строгих ограничений в использовании мер стеснения: горячечная рубашка, наручники, камзол и ремни применялись в больницах этих городов теперь лишь в крайних случаях. Система Конолли значительно повлияла на практику психиатрических учреждений в Европе. В 60—70-е годы XIX века система нестеснения (отказ от связывания и использования смирительных рубашек) получает распространение в Германии, Швейцарии и Нидерландах.
Однако большинство крупных государственных учреждений в европейских странах и США не смогли внедрить успешный опыт первых сторонников нравственного отношения к пациентам. Финансовые ограничения, большая численность пациентов и отсутствие альтернатив существующим формам оказания помощи привели к быстрому преобразованию государственных психиатрических лечебниц в учреждения закрытого типа. К концу XIX — началу ХХ ст. движение за гуманизацию психиатрии пришло в упадок. Государственные психиатрические больницы могли обеспечить лишь скромное содержание пациентов и самое неэффективное лечение, и с каждым годом эти больницы всё больше переполнялись. Вплоть до середины XX века патерналистская модель психиатрической помощи преобладала во всём мире, и недобровольная госпитализация подавляющей части душевнобольных считалась общепринятой социальной нормой.

### Психиатрия в конце XIX — начале XX века
В науке о душевных расстройствах в конце XIX — начале XX века выделялись, среди прочих, две школы. Первой стоит назвать психоанализ, имевший своим началом работы Зигмунда Фрейда (1856—1939 гг.), положившего начало теории бессознательного. Согласно этому учению, в мозгу человека выделялась область животных инстинктов (т. н. «Оно», противостоящее личностному «Я» и «Сверх-Я» — диктату общества, повелевающего личностью и навязывающего определённые нормы поведения). Бессознательное, с точки зрения Фрейда и его последователей, становилось тюрьмой для запретных желаний, в частности — эротических, вытесняемых в него сознанием. Ввиду того, что окончательно уничтожить желание невозможно, для его безопасного осуществления сознание предлагало механизм «сублимации» — реализации через религию или творчество. Нервное расстройство в таком случае представлялось как сбой в механизме сублимирования и выплёскивание запретного наружу через болезненную реакцию. Для восстановления нормального функционирования личности предлагалась особая техника, называемая психоанализом, которая предполагала возвращение больного к детским воспоминаниям и разрешению возникшей проблемы.
Фрейдизму противостояла школа позитивистской медицины, одним из выдающихся деятелей которой был Эмиль Крепелин. В основу своего понимания психического расстройства Крепелин положил прогрессирующий паралич и предложил новую для того времени форму изучения заболевания как процесса, развивающегося во времени и распадающегося на определённые стадии, описываемые определённым набором симптомов. Опираясь на философию позитивизма, в частности, на принцип «наука есть философия», иными словами — провозглашение реальным лишь результатов опыта или научного эксперимента в противовес схоластическому умствованию прежних времён, позитивистская медицина предлагала объяснение умственного расстройства как биологического разлада, разрушения мозговой ткани, вызванного причинами множественной природы.
Однако же ни та, ни другая теории не могли претендовать на однозначное и доказательное обоснование уже описанных в литературе или известных из клинической практики случаев — так, Фрейда и его последователей упрекали в умозрительности и несистематичности их построений, в произвольности толкований приведённых примеров. В частности, свою теорию о детской сексуальности Фрейд строил на психоанализе взрослых, объясняя невозможность её подтверждения у детей страхом запретной темы.
В свою очередь, оппоненты упрекали Крепелина в том, что теория органического поражения de facto сводила безумие к эмоциональной и умственной деградации. Излечение психического больного априори объявлялось на тот момент невозможным, а работа врача сводилась исключительно к надзору, уходу и купированию возможной агрессии. Кроме того, указывалось, что позитивистская теория не в состоянии была объяснить многочисленные случаи душевных расстройств, при том, что никаких биологических повреждений найти не удавалось.

### Феноменологическая психиатрия
Как одна из возможностей выхода из намечавшегося тупика:18-19 Эдмундом Гуссерлем и его последователями был предложен метод, названный феноменологическим.
Суть его сводилась к выделению неких «феноменов» — идеальных сущностей, являющихся отражением объектов реального мира, а также собственного «я» в сознании личности. Эти феномены, идеализированные факты, очищенные от эмоциональной и социальной составляющей, представляли по Гуссерлю основу всякого познания — при том, что не существовали на самом деле, но являлись неразрывно связанными с познающим субъектом. Философия, таким образом, должна была служить завершением любого исследования, представляя собой его квинтэссенцию и строгую систему на уровне научного понимания, а феноменология — инструментом этого познания.
В основе применения феноменологического метода в психологии и психиатрии стал постулат о «телесности разума» — неразрывной связи человека со внешним миром и возможности для сознания нормально функционировать исключительно в этой связи. Нарушение таковой, спутанность восприятия при передаче внешних впечатлений разуму и составляет сущность психического заболевания. Восстановление этой связи соответственно ведёт к выздоровлению. Методом же достижения феноменологической ясности рассудка представлялось прояснение, выведение за скобки эмоционального аспекта и чистый, не замутнённый предвзятостью взгляд на мир, получивший у феноменологов специальное имя «эпохе».
К. Ясперс, начавший свою медицинскую карьеру в 1909 году в психиатрической клинике Гейдельберга, где незадолго до того работал знаменитый Крепелин, критически отнёсся к его наследию и практиковавшемуся в клинике подходу к лечению и содержанию пациентов. В противоположность этому, он, опираясь на теорию Гуссерля, развил феноменологический метод именно в приложении к психопатологии, предложил подробное интервьюирование больного для выделения основных феноменов его сознания и их дальнейшей классификации в целях постановки диагноза (описательная феноменология). В дополнение к этому Е. Минковский предложил использовать так называемый метод структурного анализа для выделения основного нарушения, которому болезнь обязана своим возникновением (структурный анализ). Г. Элленберг, в свою очередь, предложил на основе феноменологии метод реконструкции внутреннего мира больного (категориальный анализ). Непосредственным результатом подобного подхода было уважение к больному как к личности и нацеливание специалиста на понимание, но отнюдь не навязывание пациенту чуждого ему взгляда на вещи.

### Реформирование психиатрической помощи в XX веке
Для XX века характерно развитие различных форм внебольничной психиатрической помощи. Исследования показали, что содержание в психиатрических больницах закрытого типа даёт минимальный терапевтический эффект, а в ряде случаев даже приводит к усугублению и обострению психических расстройств. Повысилось внимание к нарушениям прав человека, происходящим в закрытых психиатрических учреждениях.
В зарубежных странах возникшее в 1950-е годы антипсихиатрическое движение привело к деинституционализации — широкомасштабному сокращению количества психиатрических коек, закрытию многих психиатрических стационаров и созданию амбулаторных служб. Наиболее выраженный характер она приобрела в Италии, где согласно принятому в 1978 году Закону 180 предусматривалось закрытие всех психиатрических больниц и оказание помощи альтернативными общественными службами психического здоровья. Практически во всех странах Северной Америки и Западной Европы происходило крупномасштабное сокращение психиатрических больниц.
Кроме развития амбулаторных служб, в XX веке в различных странах была сформирована система полустационарной психиатрической помощи. Создавались дневные стационары, полустационары, профилированные для пациентов с различными заболеваниями, для разных возрастных групп, организовывались воскресные стационары, стационары конца недели, стационары на полпути, ночные клиники, центры послебольничного ухода и реабилитации.

## Общая психиатрия
Все психические расстройства принято разделять на два уровня: невротический и психотический.

Граница между данными уровнями условна, однако предполагается, что грубая, ярко выраженная симптоматика — признак психоза…
Невротические (и неврозоподобные) расстройства, напротив, отличаются мягкостью и сглаженностью симптоматики.— Жариков Н. М., Тюльпин Ю. Г. Психиатрия: Учебник. — М.: Медицина, 2002. - С. 71.
Психические расстройства называются неврозоподобными, если они клинически сходны с невротическими нарушениями, но, в отличие от последних, не вызваны психогенными факторами и имеют иное происхождение. Таким образом, понятие невротического уровня психических расстройств не тождественно понятию неврозов как группы психогенных заболеваний с непсихотической клинической картиной. В этой связи ряд психиатров избегает употребления традиционного понятия «невротический уровень», предпочитая ему более точные понятия «непсихотический уровень», «непсихотические расстройства».

Понятия невротического и психотического уровня не связаны с каким-либо определённым заболеванием.— Жариков Н. М., Тюльпин Ю. Г. Психиатрия: Учебник. — М.: Медицина, 2002. - С. 71.
Расстройствами невротического уровня часто дебютируют прогредиентные психические болезни, которые впоследствии, по мере утяжеления симптоматики, дают картину психоза. При некоторых психических заболеваниях, например при неврозах, психические нарушения никогда не превышают невротический (непсихотический) уровень.
Всю группу непсихотических психических расстройств П. Б. Ганнушкин предложил называть «малой», а В. А. Гиляровский — «пограничной» психиатрией. Термины «пограничная психиатрия», «пограничные психические расстройства» часто встречаются на страницах публикаций по психиатрии.

### Продуктивная симптоматика
В том случае, когда результатом работы психической функции имеет место психическая продукция, которой в норме быть не должно, такую психическую продукцию называют «положительной», «продуктивной» симптоматикой. Положительная симптоматика, как правило, является признаком какого-либо заболевания. Заболевания, ключевыми симптомами которого является такого рода «положительная» симптоматика, принято называть «Болезнями психики» или «психическими болезнями». Так как болезнь — это динамический процесс, который может закончиться выздоровлением, или образованием дефекта (с или без перехода в хроническую форму), то и такого рода «положительная» симптоматика в конечном итоге либо уходит, либо образует дефект, который в работе психической функции в психиатрии принято называть «деменцией», или слабоумием.
Продуктивная симптоматика не является специфической (сопутствующей какому-либо конкретному заболеванию). К примеру, и бред, и галлюцинации, и депрессия могут присутствовать в картине различных психических расстройств (с разной частотой и особенностями протекания). Но вместе с тем выделяется «экзогенный» (то есть вызванный внешними для клеток мозга причинами) тип реагирования психики, например экзогенные психозы, и эндогенный тип реагирования (психики) (то есть вызванный внутренними причинами), или «эндогенные» расстройства, к которым относят в первую очередь шизофрению, расстройства шизофренического спектра, биполярное аффективное расстройство и униполярную эндогенную депрессию. С XIX века в психиатрии существует концепция, разделяемая лишь частью психиатров; согласно которой эндогенные психозы являются единым заболеванием (т. н. теория единого психоза); однако большинство психиатров всё же придерживаются мнения, согласно которому шизофрения и эндогенные аффективные психозы чётко противостоят друг другу.
Понятие «эндогенный» является одним из ключевых в психиатрии. Иногда указывают на неоднозначность этого понятия:

Понятие «эндогенный» многозначно и спорно. Оно означает «не соматически обусловленное» и «непсихогенное». То же, что должно определить «эндогенное» позитивно, звучит неоднозначно. Ряд психиатров мыслит не иначе, как о «идиопатическом», то есть о болезни, происходящей из самой себя; некоторые постулируют органическую их причину, даже если она остаётся неизвестной (криптогенной). Исходя из современного уровня знаний, можно сказать конкретно только то, что «эндогенные» психозы обусловлены наследственно и имеют своё собственное, независимое от внешних влияний течение. Тогда понятие «эндогенный» становится ненужным.— Тёлле Р. Психиатрия с элементами психотерапии. / Пер. с нем. Г. А. Обухова. — Минск: Выш. шк., 1999. — С. 42.
Общепатологические закономерности образования продуктивных (позитивных) психопатологических синдромов при психических заболеваниях можно представить в виде следующей таблицы (по А. В. Снежневскому, 1983):
| Соотношение общепатологических позитивных синдромов и нозологических единиц |
| --------------------------------------------------------------------------- |
| Ⅸ                                                                           |
| Психоорганические                                                           |
| Ⅷ                                                                           |
| Судорожные                                                                  |
| Ⅶ                                                                           |
| Парамнезии                                                                  |
| Ⅵ                                                                           |
| Помрачение сознания (аменция, делирий, сумеречное состояние)                |
| Ⅴ                                                                           |
| Галлюцинаторно-параноидные, кататонические, парафренные                     |
| Ⅳ                                                                           |
| Паранойяльные, вербальный галлюциноз                                        |
| Ⅲ                                                                           |
| Невротические (навязчивые, деперсонализационные, истерические)              |
| Ⅱ                                                                           |
| Аффективные (маниакальные, депрессивные)                                    |
| Ⅰ                                                                           |
| Эмоционально-гиперэстетические расстройства                                 |

### Негативная симптоматика
«Негативная симптоматика (дефицитарная, минус-симптоматика) — признак стойкого выпадения психических функций, следствие полома, утраты или недоразвития каких-то звеньев психической деятельности. Проявлениями психического дефекта оказываются выпадение памяти, слабоумие, малоумие, снижение уровня личности и др. Принято считать, что позитивная симптоматика более динамична, чем негативная; она изменчива, способна усложняться и в принципе обратима. Дефицитарные же явления стабильны, отличаются большой устойчивостью к терапевтическим воздействиям».— Жариков Н. М., Урсова Л. Г., Хритинин Д. Ф. «Психиатрия: Учебник»
В отечественной психиатрии закономерности образования негативных синдромов при психических заболеваниях принято описывать с помощью схемы, предложенной академиком А. В. Снежневским. Ниже приводится её аналог, уровни психических расстройств изображены в таблице римскими цифрами. Это призвано отразить тот клинический факт, что каждый уровень более высокого уровня включает в себя все нижележащие слои психических расстройств.
| Соотношение общепатологических негативных синдромов и нозологических единиц |
| --------------------------------------------------------------------------- |
| Ⅹ                                                                           |
| Психический маразм                                                          |
| Ⅸ                                                                           |
| Тотальное слабоумие                                                         |
| Ⅷ                                                                           |
| Амнестические расстройства                                                  |
| Ⅶ                                                                           |
| Регресс личности                                                            |
| Ⅵ                                                                           |
| Снижение уровня личности                                                    |
| Ⅴ                                                                           |
| Снижение энергетического потенциала                                         |
| Ⅳ                                                                           |
| Дисгармония личности (включая шизоидизацию)                                 |
| Ⅲ                                                                           |
| Объективно определяемая изменённость личности                               |
| Ⅱ                                                                           |
| Объективно осознаваемая изменённость «я»                                    |
| Ⅰ                                                                           |
| Истощаемость психической деятельности                                       |

К психической функции применимы понятия как «продуктивной», так и «негативной» симптоматики.

### Нарушения восприятия
Для восприятия дефекта (негативной симптоматики) не может быть по определению, так как восприятие является первичным источником информации для психической деятельности. К положительной симптоматике для восприятия относятся иллюзия (неверная оценка поступившей от органа чувств информации) и галлюцинация (нарушение восприятия в одном или нескольких органах чувств (анализаторах), при котором ложное (мнимое) восприятие несуществующей, неполученной органами чувств информации трактуется как реальное).
Нарушения восприятия принято также классифицировать согласно органам чувств, к которым относится искажённая информация (пример: «зрительные галлюцинации», «слуховые галлюцинации», «тактильные галлюцинации»).
Иногда к нарушениям восприятия присоединяются нарушения мышления, и в этом случае иллюзии и галлюцинации получают бредовую интерпретацию. Такой бред называют «чувственным». Это бред образный, с преобладанием иллюзий и галлюцинаций. Идеи при нём фрагментарны, непоследовательны — первично нарушение чувственного познания (восприятия).

### Нарушения памяти
Проблема положительной симптоматики для психической функции «память», будет рассмотрена далее (в разделе «Заключение»).
Слабоумие, при котором ключевым расстройством является расстройство памяти, является так называемое «органическое заболевание мозга».

### Нарушения мышления
Для мышления продуктивным симптомом является бред — умозаключение, возникшее не в результате обработки поступившей информации и не корректируемое поступающей информацией.

### Нарушения аффекта
Положительная аффективная симптоматика — это мания и депрессия (повышенное или, соответственно, пониженное настроение, не являющееся результатом оценки поступившей информации и не меняющееся либо слабо меняющееся под влиянием поступающей информации).
Уплощение аффекта (то есть его сглаживание), возникающее вследствие шизофрении, обычно не именуется термином «нарушение аффекта» в психиатрической практике. Этот термин употребляется именно для обозначения положительной симптоматики (мании и/или депрессии).

### Заключение
Ключевым для психопатологии является следующее обстоятельство: психическое заболевание, которое характеризуется продуктивными расстройствами (психозом) в одной из психических функций, вызывает негативные расстройства (дефект) в следующей психической функции, то есть, например, если отмечалась как ключевой симптом положительная симптоматика восприятия (галлюцинации), то следует ждать негативной симптоматики памяти, а при наличии положительной симптоматики мышления (бред), следует ждать негативной симптоматики аффекта.
Так как аффект является завершающим этапом обработки мозгом информации (то есть последним этапом психической деятельности), то и дефекта после продуктивной симптоматики аффекта (мании или депрессии) не наступает.
Что же касается памяти, то сам феномен продуктивной симптоматики этой психической функции не очерчен, так как, исходя из теоретических предпосылок, клинически он должен проявляться в отсутствии сознания (то, что происходит при нарушении памяти, человек не помнит). На практике же развитию негативной симптоматики психической функции «мышление» (эпилептическое слабоумие) предшествуют эпилептические припадки.

## Классификация психических расстройств
Существуют три[уточнить] основных классификации психических расстройств: Международная классификация болезней (МКБ; действующая — МКБ-10, класс V: психические расстройства и расстройства поведения) и американское диагностическое и статистическое руководство по психическим расстройствам (DSM; действующая — DSM-5).
Ниже приведено деление психических заболеваний, которым пользуются в практической психиатрии последние сто лет. К этим заболеваниям относятся, в частности, органическое заболевание мозга (более точное название — психоорганический синдром), эпилепсия, шизофрения и биполярное аффективное расстройство (название, получившее распространение сравнительно недавно; прежнее название — маниакально-депрессивный психоз). В МКБ-10 эпилепсия (G40) относится к классу VI «Болезни нервной системы (G00 — G99)». Рассматривавшаяся прежде как одно из типичных «психических заболеваний» (например, К. Ясперс выделял три типичных «психических болезни»: эпилепсию, маниакально-депрессивный психоз и шизофрению), эпилепсия давно выведена за пределы психиатрических классификаций, и представление об эпилепсии заменено концепцией эпилептического синдрома.

### Психоорганический синдром
Психоорганический синдром (органический психосиндром) — состояние психической слабости, обусловленное органическим поражением головного мозга (при сосудистых заболеваниях головного мозга, поражениях центральной нервной системы, сифилисе, черепно-мозговых травмах, различных интоксикациях, токсикомании, хронических нарушениях обмена веществ, при опухолях и абсцессах головного мозга, энцефалите). Но особенно часто психоорганический синдром возникает при атрофических процессах головного мозга в предстарческом и старческом возрасте (болезнь Альцгеймера, старческое слабоумие). В наиболее лёгкой форме психоорганический синдром представляет собой астеническое состояние со слабостью, повышенной истощаемостью, эмоциональной лабильностью, неустойчивостью внимания, снижением работоспособности. При тяжёлых формах психоорганического синдрома на первое место выступает интеллектуально-мнестическое снижение, доходящее до степени слабоумия (деменция).
Так как ключевым моментом при слабоумии, вызванном психоорганическим синдромом, является нарушение памяти, то нарушения интеллекта у больных проявляются в первую очередь, ухудшается в различной степени способность к приобретению новых знаний, снижается объём и качество знаний, полученных в прошлом, ограничивается круг интересов. В дальнейшем присоединяется ухудшение речи, в частности устной (уменьшается словарный запас, упрощается структура фраз, больной чаще использует словесные шаблоны, вспомогательные слова). Нарушения памяти распространяются на все её виды. Ухудшается запоминание новых фактов, то есть страдает память на текущие события, снижается способность сохранять воспринятое и возможность активизировать запасы памяти.

### Эпилепсия
Клинические проявления эпилепсии отличаются исключительным многообразием. В XIX веке было широко распространено представление, что это расстройство обусловливает неизбежное снижение интеллекта. В XX веке данное представление подверглось пересмотру: было обнаружено, что ухудшение когнитивных функций происходит лишь в сравнительно редких случаях:287.
В тех случаях, когда всё же развивается характерный эпилептический дефект (эпилептическое слабоумие — epileptic dementia), ключевым его компонентом является нарушение мышления. Мыслительные операции включают в себя анализ, синтез, сравнения, обобщения, абстракцию и конкретизацию с последующим образованием понятий. Больной теряет способность отделять главное, существенное от второстепенного, от мелких деталей. Мышление больного становится всё более конкретно-описательным, причинно-следственные отношения перестают быть для него понятными. Больной вязнет в мелочах, с большим трудом переключается с одной темы на другую. У больных эпилепсией обнаруживается ограничение называемых предметов рамками одного понятия (называются одни лишь домашние животные в качестве одушевлённых либо мебель и окружающая обстановка в качестве неодушевлённых). Инертность протекания ассоциативных процессов характеризует их мышление как тугоподвижное, вязкое. Оскудение словарного запаса часто приводит к тому, что больные прибегают к образованию антонима путём прибавления к заданному слову частицы «не». Непродуктивное мышление больных эпилепсией иногда называют лабиринтным.

### Шизофрения
В данной статье рассматривается только характерный шизофренический дефект (шизофреническое слабоумие — dementia praecox). Это слабоумие характеризуется эмоциональным оскудением, достигающим степени эмоциональной тупости. Дефект заключается в том, что у больного не возникают эмоции вообще и (или) эмоциональная реакция на продукцию мышления извращена (такое несоответствие содержания мышления и эмоциональной оценкой его называют «расщеплением психики»).
В настоящее время мнение о том, что шизофрения неизбежно приводит к слабоумию, опровергается исследованиями — нередко течение болезни бывает благоприятным, и при таком течении пациенты имеют возможность достичь длительной ремиссии и функционального восстановления.

### Биполярное аффективное расстройство
При развитии психических расстройств (продуктивной симптоматики, то есть мании или депрессии) психической функции под названием «аффект» дефекта (слабоумия) не наступает.

### Теория единого психоза
Согласно теории «единого психоза», единое эндогенное психическое заболевание, которое объединяет в себя понятия «шизофрения» и «маниакально-депрессивный психоз», на начальных этапах своего развития протекает в виде «мании», «меланхолии (то есть депрессии)» или «безумия» (острый бред). Затем, в случае существования «безумия» оно закономерно трансформируются в «бессмыслие» (хронический бред) и, наконец, приводит к формированию «вторичного слабоумия». Основоположником теории единого психоза является В. Гризингер. В её основу положен клинический принцип Т. Сиденгама, согласно которому синдром представляет собой закономерное сочетание симптомов, изменяющихся во времени. Одним из доводов в пользу этой теории является обстоятельство, что нарушения аффекта включают в себя и специфические, вызванные исключительно нарушением аффекта нарушения мышления (так называемые вторичные изменения мышления). Такими специфическими (вторичными) нарушениям мышления является в первую очередь нарушения темпа мышления (темпа процесса мышления). Маниакальное состояние вызывает убыстрение темпа мышления, а депрессия темп процесса мышления замедляет. Причём изменения темпа мышления могут быть настолько выраженными, что само мышление становится непродуктивным. Темп мышления при мании может увеличиваться до такой степени, что теряется всякая связь не только между предложениями, но между словами (такое состояние называют «словесная окрошка»). С другой стороны, депрессия может настолько замедлить темп процесса мышления, что мышление вообще прекращается.
Нарушения аффекта могут стать и причиной своеобразного, характерного только для нарушений аффекта, бреда (такой бред называют «вторичным»). Маниакальное состояние вызывает бред величия, а депрессия является первопричиной идей самоуничижения. Другой довод в пользу теории единого психоза — то обстоятельство, что между шизофренией и маниакально-депрессивным психозом существуют промежуточные, переходные формы. Причём не только с точки зрения продуктивной, но и с точки зрения негативной, то есть определяющей диагноз заболевания, симптоматики. Для таких переходных состояний существует общее правило, которое гласит: чем больше в эндогенном заболевании расстройства аффекта по отношению к продуктивному расстройству мышления, тем последующий дефект (специфическое слабоумие) будет менее выражен. Таким образом, шизофрения и маниакально-депрессивный психоз являются одним из вариантов течения одного и того же заболевания. Только шизофрения — это, по мнению сторонников теории «единого психоза», самый злокачественный вариант течения, приводящий к развитию выраженного слабоумия, а маниакально-депрессивный психоз — самый доброкачественный вариант течения единого эндогенного заболевания, так как в этом случае дефект (специфическое слабоумие) не развивается вообще.

## Методы лечения

### Основные методы
- Психофармакотерапия
- Психотерапия

### Другие
- Электросудорожная терапия
- Лоботомия
- Инсулинокоматозная терапия
- Атропинокоматозная терапия
- Психохирургия
- Трудотерапия психически больных
- Арт-терапия

## Связанные клинические и научные дисциплины
- Наркология
- Олигофренопсихология
- Психофармакология
- Психогенетика
- Психофизиология
- Нейропсихология
- Нейробиология
- Нейрофизиология
- Нейрохимия
- Нейроиммунология
- Психонейроиммунология
- Психоэндокринология
- Патопсихология
- Психопатология
- Биологическая психиатрия
- Социальная психиатрия
- Клиническая психология
- Специальная психология
- Судебная психиатрия
- Когнитивная нейробиология
- Вычислительная нейробиология
- Феноменологическая психиатрия
- Транскультуральная психиатрия
- Социология психиатрии
- Психогигиена

## Социальные вопросы психиатрии
- Деинституционализация психиатрии

## Социальные проблемы психиатрии
- Дискриминация лиц, страдающих психическими расстройствами
- Конфликт интересов и клинические исследования в психиатрии
- Злоупотребления и врачебные ошибки в психиатрии
- Использование психиатрии в политических целях

## Профессиональные организации
- Всемирная психиатрическая ассоциация
- Независимая психиатрическая ассоциация России
- Американская психиатрическая ассоциация

## Правозащитные организации
- Гражданская комиссия по правам человека (ГКПЧ)
- Демократичная психиатрия
- Независимая психиатрическая ассоциация России

## Критика
- Антипсихиатрия